# Macrophiothrix
Macrophiothrix är ett släkte av ormstjärnor. Macrophiothrix ingår i familjen Ophiothrichidae.

## Bildgalleri

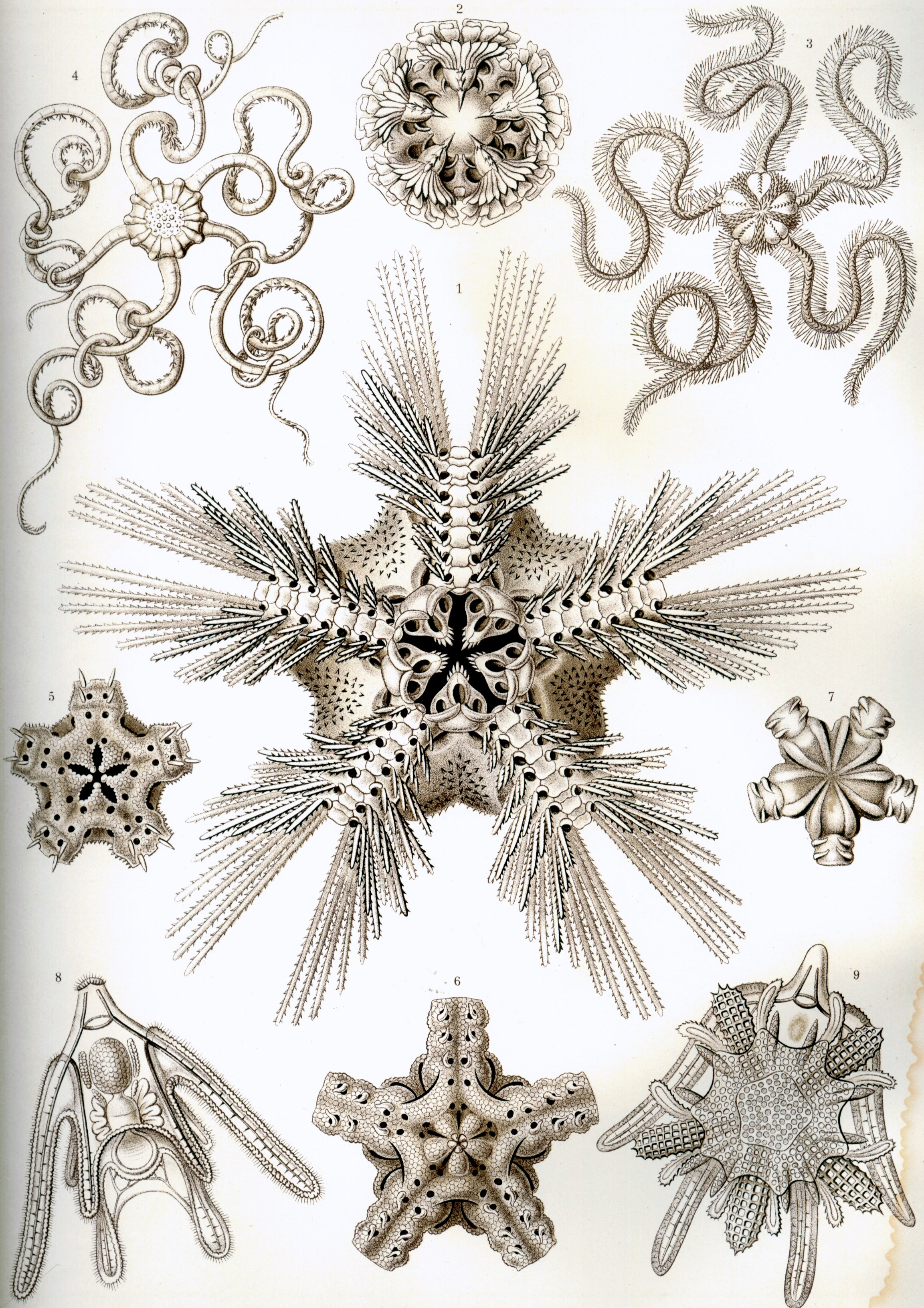

## Dottertaxa tillMacrophiothrix, i alfabetisk ordning[1]
- Macrophiothrix aspidota
- Macrophiothrix bellax
- Macrophiothrix belli
- Macrophiothrix caenosa
- Macrophiothrix caerulea
- Macrophiothrix callizona
- Macrophiothrix capillaris
- Macrophiothrix demessa
- Macrophiothrix elongata
- Macrophiothrix expedita
- Macrophiothrix galatheae
- Macrophiothrix hirsuta
- Macrophiothrix koehleri
- Macrophiothrix lampra
- Macrophiothrix leucosticha
- Macrophiothrix longipeda
- Macrophiothrix lorioli
- Macrophiothrix megapoma
- Macrophiothrix michaelseni
- Macrophiothrix microplax
- Macrophiothrix nobilis
- Macrophiothrix obtusa
- Macrophiothrix paucispina
- Macrophiothrix pawsoni
- Macrophiothrix propinqua
- Macrophiothrix rhabdota
- Macrophiothrix robillardi
- Macrophiothrix speciosa
- Macrophiothrix unicolor
- Macrophiothrix variabilis
- Macrophiothrix virgata